# توب غير (موسم 10)
توب غير 10 (بالإنجليزية: Top Gear)‏ هو السلسلة العاشرة للبرنامج التلفزيوني البريطاني الذي يهتم بالمركبات، توب جير، تم إنتاجه في المملكة المتحدة. بدأ عرضه في سنة 2007. عرض على بي بي سي تو. بلغ عدد حلقاته 10 حلقات، تم بث البرنامج لأول مرة بتاريخ 7 أكتوبر 2007 بينما تم بث آخر حلقة منه بتاريخ 23 ديسمبر 2007. مقدمو البرنامج جيرمي كلاركسون، ريتشارد هاموند وجيمس ماي.